# Улґлагт
У́лґлагт (ест. Ulglaht, Ulgulaht, Ulklaht) — природне озеро в Естонії, у волості Куусалу повіту Гар'юмаа.

## Розташування
Улґлагт належить до Гар'юського суббасейну Західноестонського басейну.
Озеро лежить на північний захід від села Війністу.
Акваторія водойми входить до складу національного парку Лагемаа (Lahemaa rahvuspark).

## Опис
Улґлагт — прибережне евтрофне озеро. За лімнологічною типологією озеро галотрофне.
Загальна площа озера становить 5,2 га. Довжина — 500 м, ширина — 200 м. Довжина берегової лінії — 1 256 м.